# Eriogonum jonesii
Eriogonum jonesii är en slideväxtart som beskrevs av S. Wats.. Eriogonum jonesii ingår i släktet Eriogonum och familjen slideväxter. Inga underarter finns listade i Catalogue of Life.